# Dendropicos fuscescens
El pito cardenal (Dendropicos fuscescens) una especie de ave piciforme de la familia Picidae que vive en el África subsahariana. Se encuentra muy extendido por la mayoría de los países africanos al sur del Sahel y aparece en una amplia variedad de hábitats, desde el bosque denso al matorral espinoso.

## Descripción

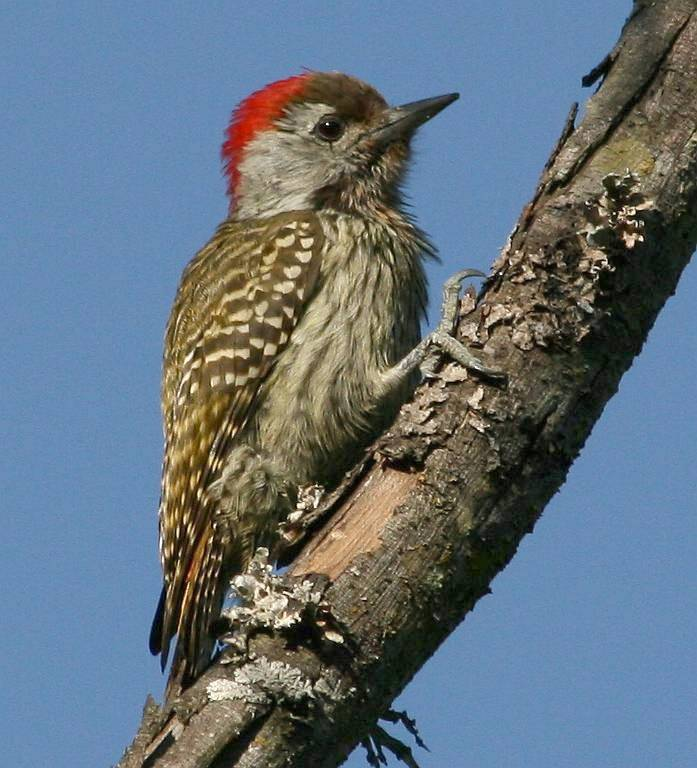
Macho de la especie en un árbol

Al igual que otros pájaros carpinteros, esta especie tiene un pico recto y puntiagudo, y una cola rígida para proporcionar apoyo contra los troncos de los árboles. Tiene una larga lengua retráctil que puede lanzar para capturar insectos.
Esta ave mide de 14 a 15 cm de longitud. Tiene la forma típica de los carpinteros, con sus partes superiores de color oliváceo opaco, con motas blancas. Su obispillo es de color canela. Sus partes inferiores son blancas ligeramente veteadas en negro, y presenta una bigotera negra. Su frente y la parte frontal del píleo son pardos. Al igual que en otros carpinteros, el patrón de color de la cabeza varía con la edad y el sexo. El macho tiene la parte posterior del píleo y la nuca rojos, la hembra tiene la parte posterior del píleo oscura y la nuca negra, mientras que los machos juveniles tienen la parte posterior del píleo rojo y la nuca negra. Tienen un pequeño penacho que se eriza cuando el ave se excita.
La subespecie de África Occidental tiene aspecto distinto. Tiene la cara y la barbilla listadas, y el color de fondo de las partes inferiores es crema amarillento. Sus partes superiores son de un verde más intenso (excepto en el estado juvenil que tiene un color más débil), y sus motas son más escasas y amarillentas.

## Comportamiento
El carpintero cardenal a menudo ocurre en pequeños grupos familiares o puede unirse a pequeños grupos mixtos. Forra principalmente en las plantas bajas de los árboles y entre los arbustos y las vides, en los tallos de maíz y las cañas. Picotea rápidamente y explora la vegetación densa, trepando y colgando de ramitas pequeñas. Al igual que otros pájaros carpinteros, esta especie es un insectívoro. Se ve con frecuencia, y regularmente suena suavemente. La llamada es un krrrek-krrrek-krrrek de tono alto . Anida en el hueco de un árbol, sin forro aparte de las virutas de madera.

## Anidando
Al igual que otras especies de pájaros carpinteros, generalmente excavan una nueva cavidad de reproducción cada temporada, lo que lleva algunas semanas. Con esta especie, un nido no se encuentra cerca del nido de la temporada anterior. El orificio de entrada es de forma oval, y está situado a unos 2 metros del suelo. Los huevos blancos brillantes, de 1 a 3 en número, se colocan sobre una capa de astillas de madera. La incubación comienza cuando el embrague completo se ha colocado en intervalos de un día, y esto generalmente ocurre en la primavera o al comienzo del verano. Ambos padres participan en incubación, crianza y alimentación. El polluelo se incuba durante aproximadamente 12 días, y el polluelo abandona el nido en unos 27 días, cuando es inmediatamente independiente. El Indicator variegatus es un parásito del nido registrado.

## Subespecies
La subespecie de África Occidental es distintiva. Tiene rayas en la cara y el mentón, un color de fondo amarillento en las partes inferiores y partes superiores más verdes (excepto el juvenil), con manchas amarillas más débiles.